# Słotnica
Słotnica (niem. Schlötenitz) - opuszczona wieś na terenie województwa zachodniopomorskiego, aktualnie jedna z dzielnic Stargardu. Znajdująca się w okolicy byłego Wojskowego Lotniska Kluczewo.

## Historia
Wieś została po raz pierwszy wzmiankowana w dokumentach w roku 1305, wtedy pod nazwą Slotenitz (może być tłumaczona jako „wieś przy bagnie”).
W Schlötenitz początkowo istniały trzy części majątku, przy czym z przekazów nie zawsze jasno wynika, kto był właścicielem której części.
W szczegółowym opisie stanu królewsko-pruskiego księstwa Pomorza Przedniego i Tylnego Ludwiga Wilhelma Brüggemanna (1784) - Schlötenitz zostało wymienione wśród szlacheckich majątków powiatu pyryckiego (akt. powiat pyrzycki). Wtedy we wsi znajdowały się trzy folwarki, wiatrak, dwóch zagrodników i  kuźnia, w sumie 32 gospodarstwa domowe. Ponadto istniał jeszcze kościół, będący filią kościoła w Buslarze.
W 1805 roku urzędnik Carl Gottlieb Ruth zdołał zjednoczyć wszystkie trzy części majątku w Schlötenitz. Podczas gdy wcześniej każda z trzech części majątku posiadała prawa majątku rycerskiego, Schlötenitz zostało następnie wpisane do nowego rejestru z 1828 roku jako jeden majątek rycerski. Majątek rycerski został później nabyty przez Bertholda von Sethe i kontynuowany aż do 1945 roku.
W Landbuch des Herzogtums Pommern Heinricha Berghausa (1868) Schlötenitz pojawiło się jako majątek rycerski wśród wiejskich miejscowości powiatu rycerskiego Pyritz (akt. Pyrzyce). Schlötenitz liczyło wtedy 203 mieszkańców. Dwa pierwotnie istniejące gospodarstwa zagrodników zostały wykupione przez właściciela majątku, ponadto należały do niego wiatrak i cegielnia. Grunty kościelne i plebańskie zostały oddane w dzierżawę wieczystą właścicielowi majątku.
W 1910 roku obszar majątku Schlötenitz liczył 240 mieszkańców. Później sąsiednia gmina Ludwigsthal (akt. Ludwigowo) i sąsiedni obszar majątku Klein Küssow zostały przyłączone do Schlötenitz. Przed 1945 rokiem Schlötenitz, włącznie z trzema osiedlami mieszkalnymi Klein Küssow, Ludwigsthal i Mühle, tworzyło wiejską gminę w powiecie Pyritz (akt. Pyrzyckim) w pruskiej prowincji Pomorze. W 1933 roku gmina liczyła 465 mieszkańców, a w 1939 roku – 469.
| Rok          | Liczba ludności |
| ------------ | --------------- |
| 1910         | 240             |
| 1933         | 465             |
| 1939         | 469             |
| 1945 - teraz | 0               |

## Słotnica po II wojnie światowej

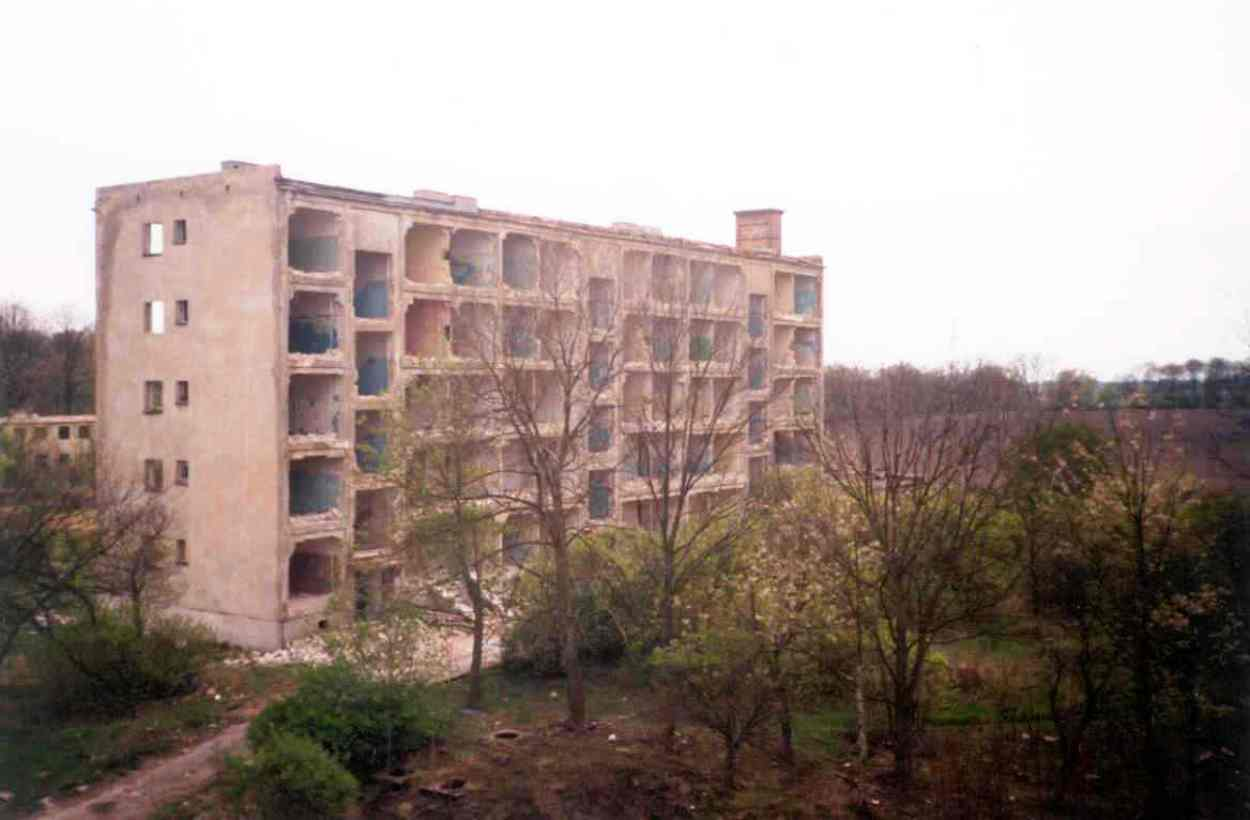
Pozostałości po radzieckim bloku mieszalnym. Słonica, rok 1999

Po II wojnie światowej Schlötenitz, jak całe Pomorze Tylne, przeszło pod administrację polską. Nazwa miejscowości została spolszczona na Słotnica. Obecnie miejscowość jest opuszczona.